# 浪翠園
浪翠園是香港一個私人屋苑，位於新界荃灣區深井以及青龍頭的一段青山公路旁，由新鴻基地產發展，是1990年代中當時的大型豪宅發展項目，屋苑總共分五期落成。

## 屋苑資料
- 浪翠園在深井有多個的記錄：

1. 座數最多
2. 期數最多
3. 建築範圍最大（屋苑範圍橫跨深井至青龍頭）

- 5期均沒有設商場，只有停車場
- 5期均較其他屋苑遠離深井市中心（有不少居民選擇乘搭交通工具從深井返回浪翠園）

### 樓宇
| 樓宇名稱（座號） | 期數 | 落成年份 | 地區   |
| ---------------- | ---- | -------- | ------ |
| 第1座            | 1期  | 1992年   | 深井   |
| 第2座            | 1期  | 1992年   | 深井   |
| 第3座            | 1期  | 1992年   | 深井   |
| 第4座            | 1期  | 1992年   | 深井   |
| 第5座            | 2期  | 1994年   | 深井   |
| 第6座            | 2期  | 1994年   | 深井   |
| 第7座            | 3期  | 1995年   | 深井   |
| 第8座            | 3期  | 1995年   | 深井   |
| 第9座            | 3期  | 1995年   | 深井   |
| 第10座           | 3期  | 1995年   | 深井   |
| 第11座           | 4期  | 1994年   | 青龍頭 |
| 第12座           | 4期  | 1994年   | 青龍頭 |
| 第13座           | 4期  | 1994年   | 青龍頭 |
| 帝華軒第1座      | 5期  | 1997年   | 青龍頭 |
| 帝華軒第2座      | 5期  | 1997年   | 青龍頭 |

### 1期

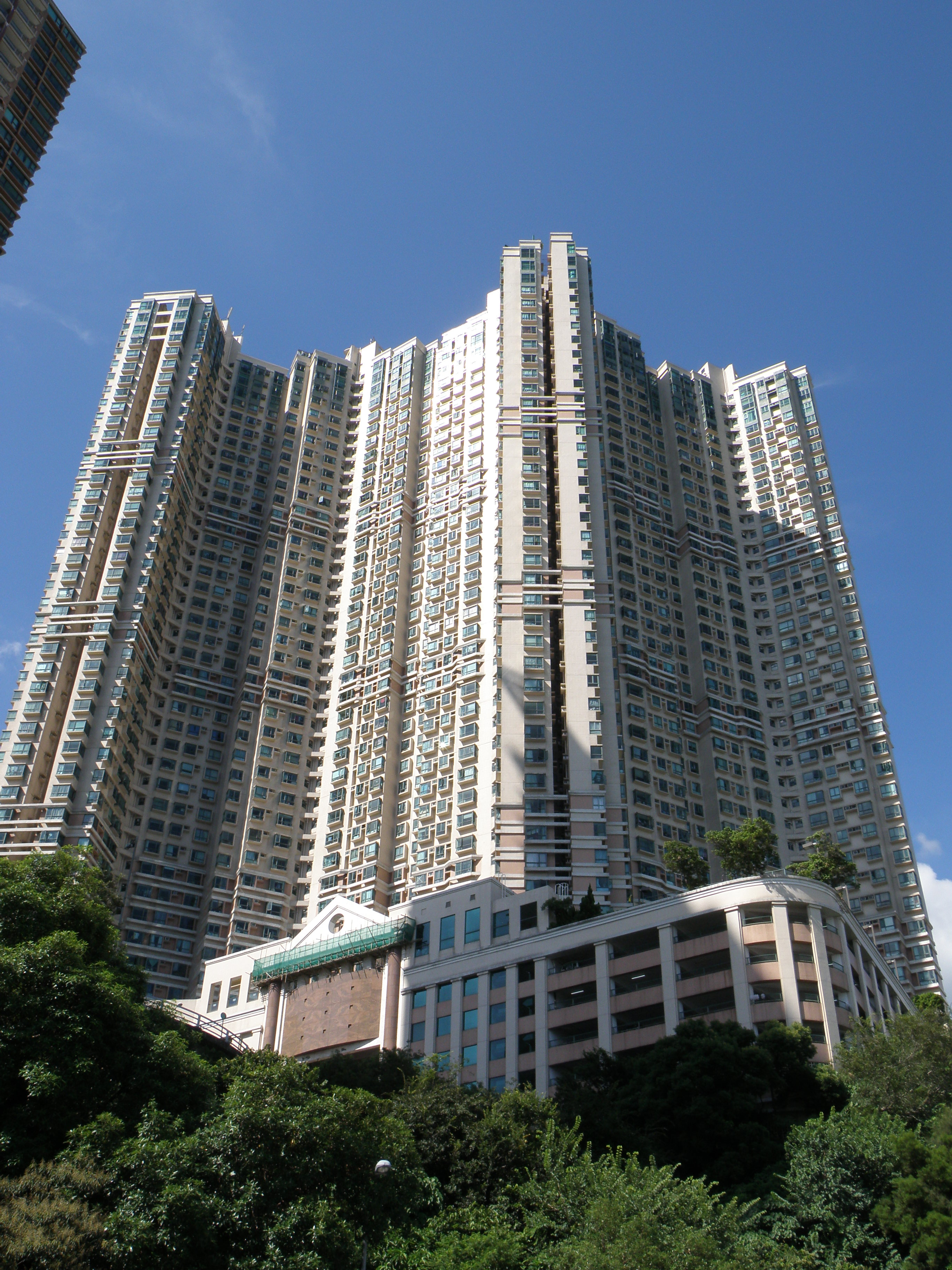
浪翠園一期

#### 位置
浪翠園第一期（英語：Sea Crest Villa Plase 1）位於深井西面一個山丘之上，如與深井其他屋苑相比，地勢全深井最高，高度媲美同區碧堤半島。

#### 前往方法
- 步行（由浪翠園第一期往深井村美食坊）：如欲從1期步行至深井，有兩種路線選擇：

1. 沿第一期對出的斜路到浪翠園第3期，再經青山公路往深井
2. 浪翠園巴士總站旁邊有一條小捷徑通往山腳下的馬灣碼頭巴士站，再經青山公路往深井，後者方法較為快捷，但捷徑有不少梯級，不適合行動不便的人士。

#### 詳細資料
- 地址：荃灣青龍頭青山公路青龍頭段18號
- 落成日期：1992年11月
- 座數：4
- 樓層：35（第1座）、36（第2座）、37（第3座）、38（第4座）
- 每層單位：6個（A-F），第4座不設1樓，2樓只有3個單位（D-F）
- 單位數目：867
- 會所/屋苑設施：園林式泳池、網球場、壁球場、健身室、乒乓球場地、康樂棋室、閱讀室、多用途室、室外兒童遊樂場
- 單位間隔：2房2廳及3房2廳。每座最高3層為特色單位，客廳窗為落地玻璃窗，部分單位主人房亦設落地玻璃窗。
- 普通單位面積：572及787平方呎
- 特色單位面積：576及797平方呎

### 2期

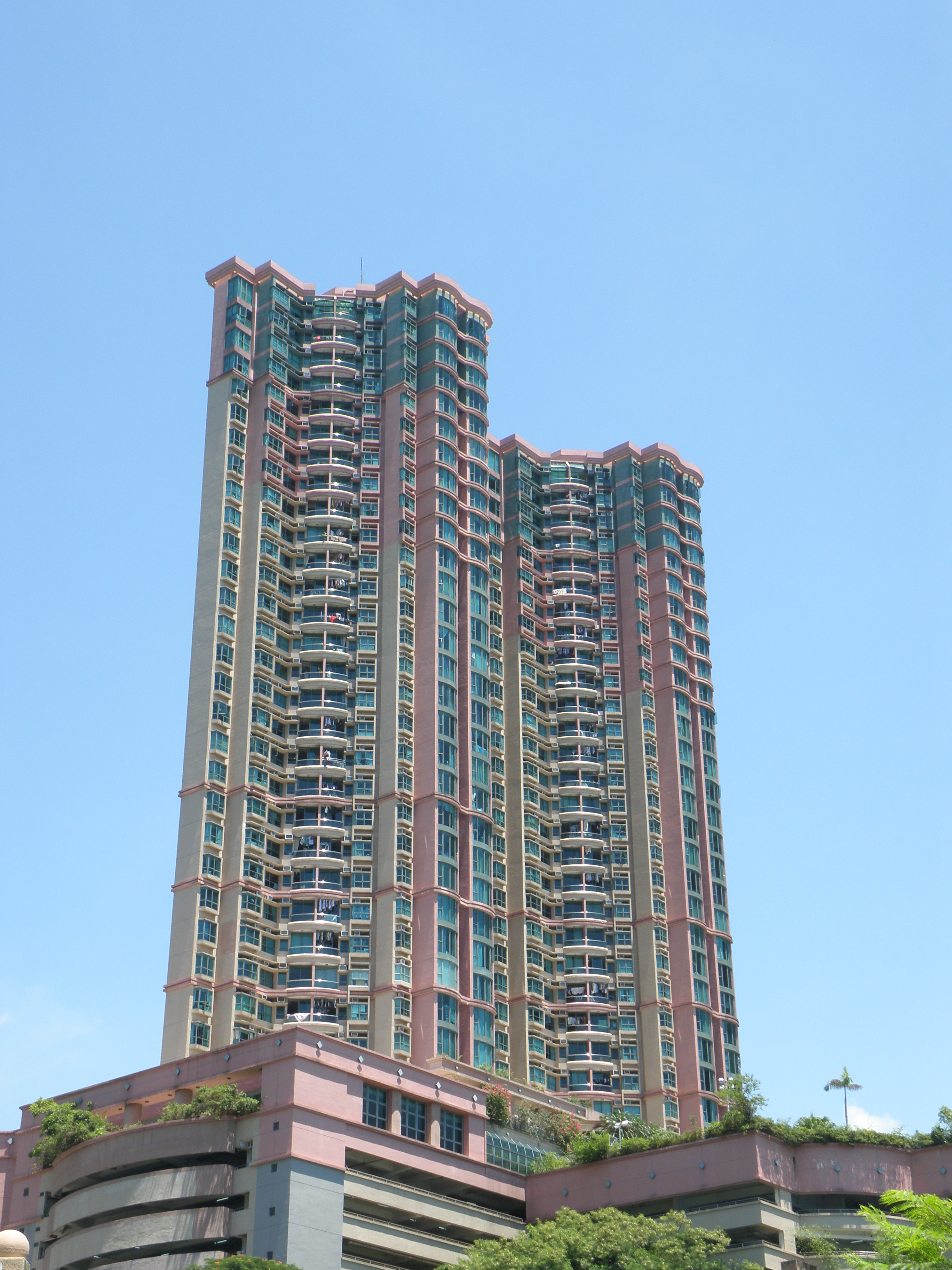
浪翠園2期

#### 位置
浪翠園第2期（英語：Sea Crest Villa Plase 2）位於深井西面一個山丘邊，如與深井其他屋苑相比，它的地勢是全深井第2最高的，鄰近海雲軒。

#### 前往方法
- 步行（由浪翠園第2期往深井村美食坊）：與1期方法相同

#### 小資料
- 地址：荃灣青龍頭青山公路青龍頭段18號
- 落成日期：1994年12月
- 座數：2
- 樓層：31層（不設4、14、24樓）
- 每層單位：4（A-D）
- 單位數目：244
- 會所/屋苑設施：大型私家泳池、兒童嬉水池、綱球場、健身室、閱讀室、桑拿浴室、桌球室、乒乓球室、兒童遊戲室、兒童遊樂場
- 單位間隔：3房2廳2廁（包括一套廁）、1工人房（有窗）、露台（弧型玻璃圍欄）、9呎半樓底，客廳窗為落地玻璃窗，單位主人房亦設落地玻璃窗。
- 單位面積：943及993平方呎。

### 3期

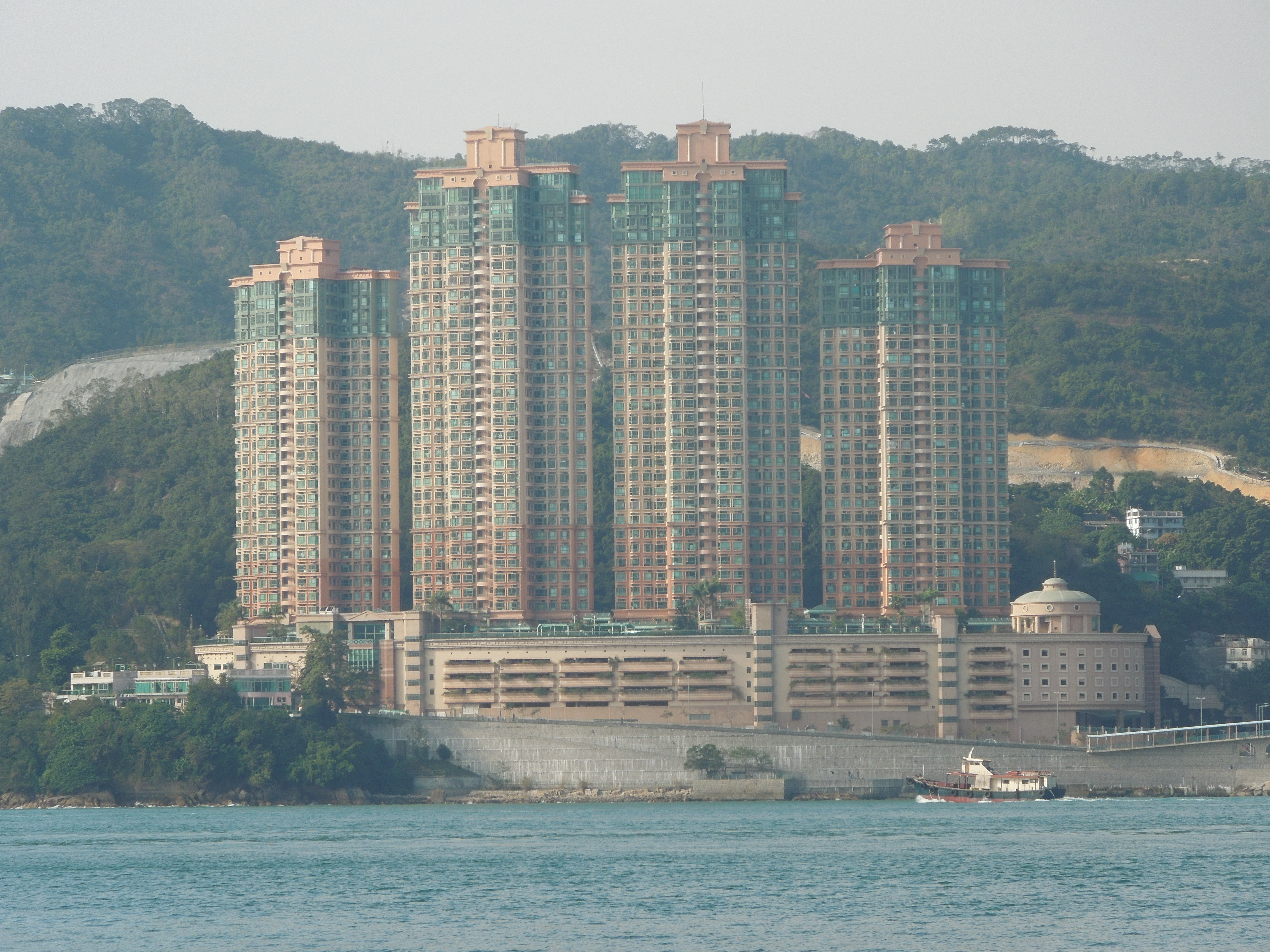
浪翠園三期

#### 位置
浪翠園第3期（英語：Sea Crest Villa Phase 3）位於深井西面，對面是釣魚灣海灘。部分單位座向東南之餘，更可飽覽180度全海景，因此深受歡迎，即使價錢較山景單位高80-100萬不等，亦吸引不少自住買家或投資者買家。毗鄰新鴻基地產新豪宅項目海瀧珀，呎價高達4-5萬，景觀及環境則與浪翠園相約，因此浪翠園呎價有很大上升空間。交通方面，由於3期屬中途站，繁忙時間較難登上專線小巴，因此居民多選擇巴士前往各區。

#### 前往方法
- 步行（由浪翠園第三期往深井村美食坊）：沿青山公路往深井方向直行，便可到達。

#### 小資料
- 地址：荃灣青龍頭青山公路青龍頭段18號
- 落成日期：1995年6月
- 座數：4
- 樓層：
  - 第七座及十座：27層
  - 第八及九座：33（不設4、14、24樓）
- 第八及九座33樓只設4個單位（B-E），其中B和E單位為複式單位
- 每層單位：6（A-F）
- 單位數目：644
- 會所／屋苑設施：大型泳池、網球場、桑拿浴室、壁球室、健身室、舞蹈室、兒童遊戲室、桌球室、宴會室、兒童遊樂場、茶座
- 單位間隔：2房2廳及3房2廳。每座最頂3/4層為特色單位，客廳窗為落地玻璃窗，部分單位主人房亦設落地玻璃窗。

### 4期

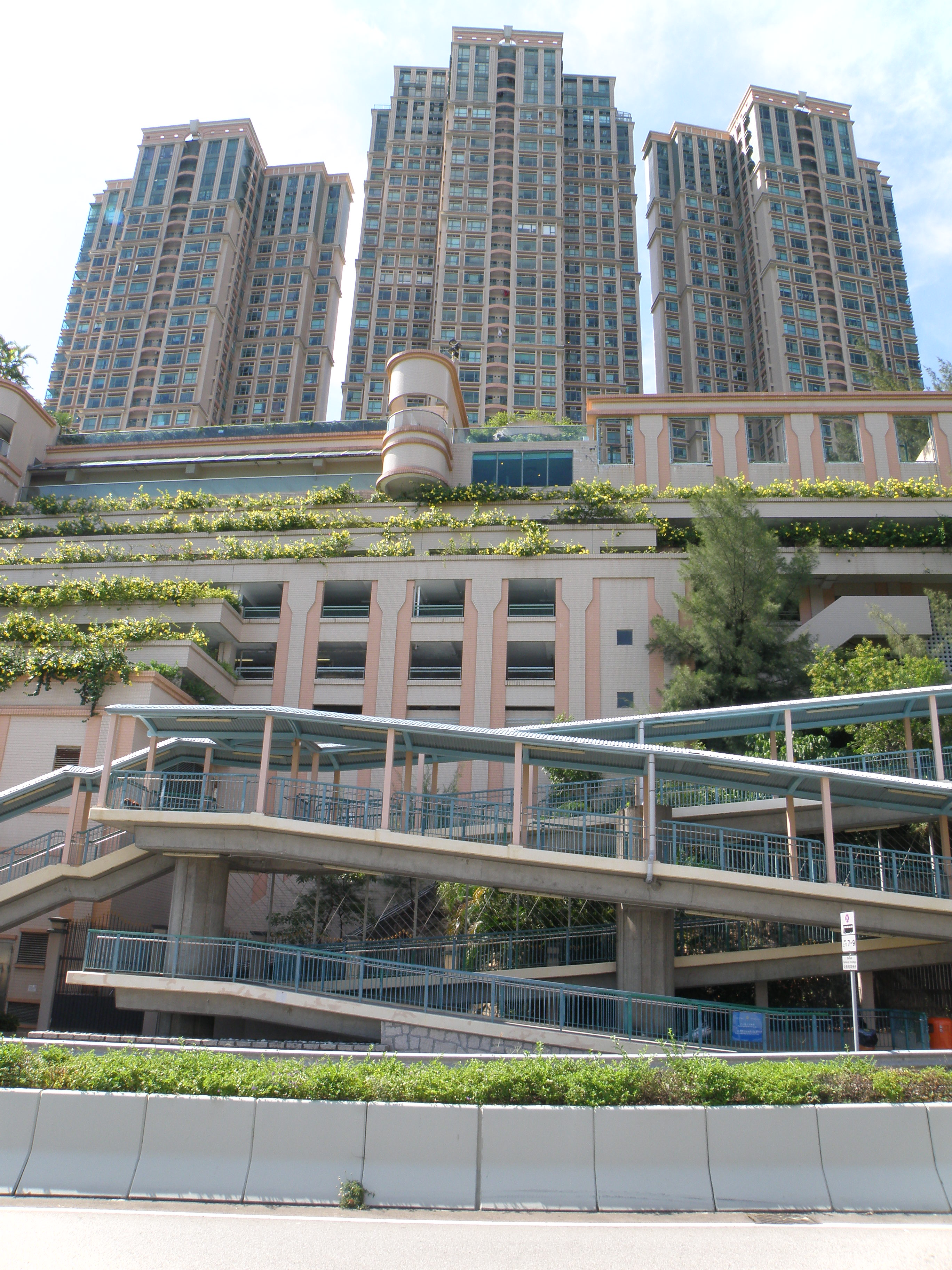
浪翠園四期

#### 位置
浪翠園第4期（英語：Sea Crest Villa Phase 4）位於青龍頭東面，環境清優。部分單位座向東南之餘，更可飽覽180度全海景，因此深受歡迎，即使價錢較山景單位高80~100萬不等，亦吸引不少自住買家或投資者買家。毗鄰新鴻基地產新豪宅項目海瀧珀，呎價高達4~5萬，景觀及環境則與浪翠園相約，因此浪翠園呎價有很大上升空間。交通方面，四期特設「特別車」（專線小巴96及96M），於繁忙時間由浪翠園四期開出，方便居民。購物方面，可步行數分鐘到達豪景商場或步行十數分鐘到達深井市中心。

#### 前往方法
- 步行
  - 由浪翠園第四期往深井村美食坊：沿青山公路往深井方向直行，便可到達
  - 由浪翠園第四期往豪景商場：沿青山公路往青龍頭方向直行，便可到達

#### 小資料
- 地址：荃灣青龍頭青山公路青龍頭段44號
- 落成日期：1994年2月
- 座數：3
- 屋苑停車場：共設7層（L3-L9），車位充足。
- 附近停車場：近青龍頭位置，有露天停車場可供選擇，價錢較便，路程5分鐘。
- 樓層：31（第11座）、33（第12座）、27（第13座）（不設4、14、24樓）
- 每層單位：6（A-F），3座1樓只有4個單位（B-E）。第12座33樓B及E單位為複式單位
- 單位數目：486
- 會所／屋苑設施：大型泳池、網球場、桑拿浴室、壁球室、健身室、兒童遊戲室、桌球室、宴會室、兒童遊樂場
- 單位間隔：2房2廳及3房2廳。每座最頂3/4層為特色單位，客廳窗為落地玻璃窗，部分單位主人房亦設落地玻璃窗。

### 5期

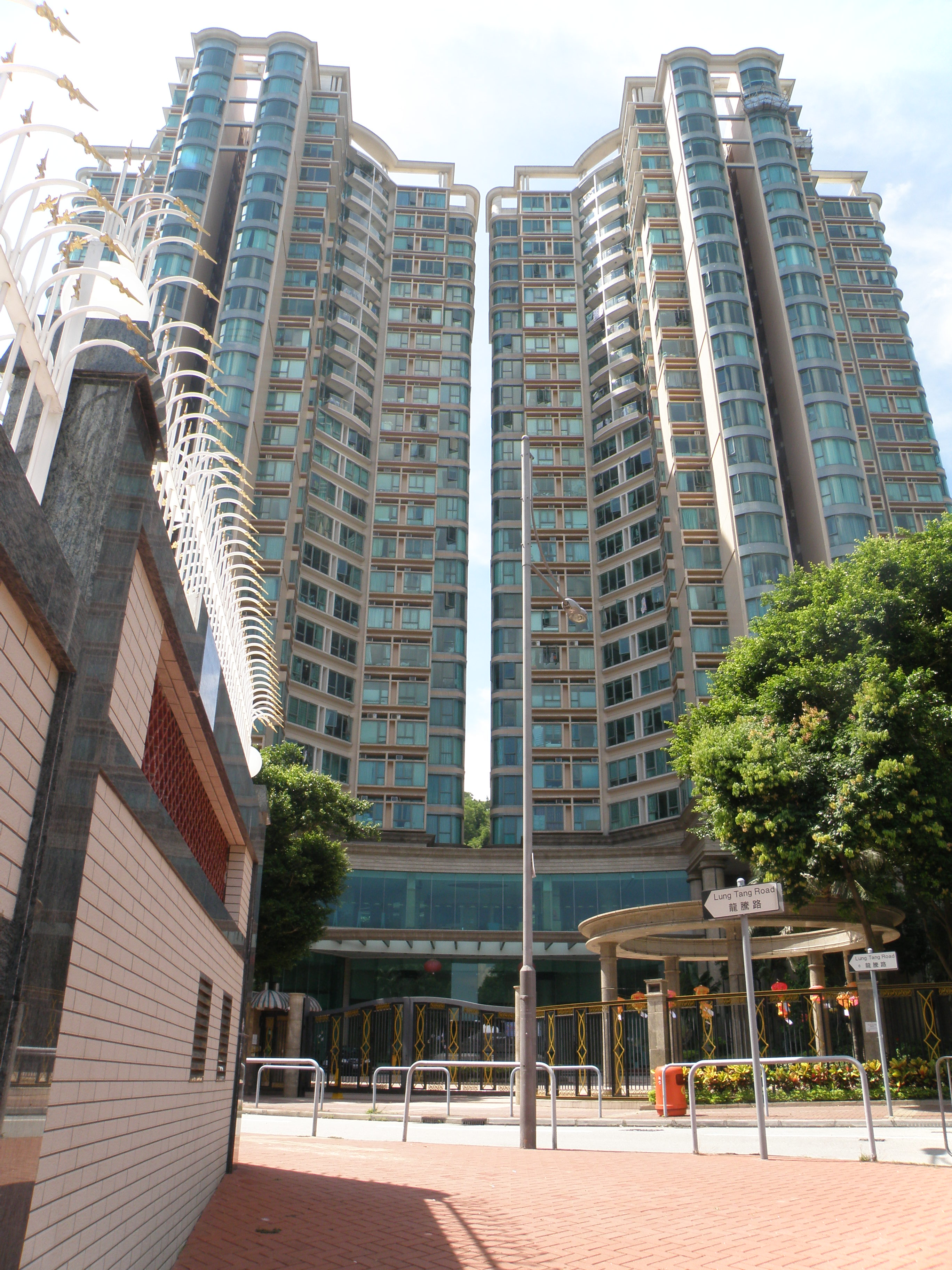
浪翠園5期

#### 位置
浪翠園帝華軒（英語：Royal Sea Crest）位於青龍頭內，鄰近豪景花園。

#### 前往方法
- 步行（由浪翠園帝華軒往深井村美食坊）：沿青山公路往深井方向直行，便可到達，路程較遠，需時30-35分鐘
- 交通工具：九巴52X、53、261B、城巴962B、小巴96、96M、302

#### 小資料
- 地址：荃灣青龍頭龍騰路8號
- 落成日期：1997年
- 座數：2
- 樓層：21（不設4、14樓）
- 每層單位：4（A-D），13樓或以上的單位全部設有露台。

單位數目：168
- 會所／屋苑設施：大型泳池、網球場、桑拿浴室、壁球室、健身室、兒童遊戲室、桌球室、宴會室、兒童遊樂場
- 單位間隔：3房2廳

## 屋苑景觀
屋苑依海而建，背山面海，座北向南，可遠望汀九橋、青馬大橋及汲水門大橋，景色優美。

## 背景／樓價變化

### 1997年之前
由1996年中開始，除樓價不斷上升之外，由於青馬大橋、汀九橋及香港國際機場等玫瑰園計劃相關設施即將啟用，大大提高深井的可達度，加上浪翠園的海景單位也能清楚觀看三條大橋（汀九橋、青馬大橋及汲水門大橋）全景。景觀優美、樓齡新、新鴻基物業有保證等等的因素，令許多買家購買，當中不少是炒賣、摩貨等投資，令浪翠園的樓價火速上升。

### 1997年高峰期
因不少買家炒賣浪翠園，當時所有浪翠園放盤出售的單位也高於同區屋苑的價錢。海景單位升至每呎逾$6,000元以上，當中第3,4期部份單位更賣到每平方呎$9,000，而第5期於1997年中開售，差不多所有單位每呎也需過萬元﹔山景單位方面也升至每呎$3,000-$5,000，由於大量買家鍾情浪翠園，無論是山景還是海景、低層還是高層單位也被炒高，成為當時的豪宅。

### 金融風暴至金融海嘯期間

#### 金融風暴時期
經濟轉差，失業、銀行周轉等負面問題出現，令不少於高價購入浪翠園的買家無法績供而需破產，導致浪翠園出現不少銀主盤。

#### 沙士時期
當時全球經濟陷入最差時期，香港也不例外，經濟差令樓價更差。當時浪翠園山景單位每呎約幾百至1,000成交，海景單位約每呎逾$1,000元成交，有些單位更不需$1,000,000，與1997年高峰期可謂天壤之別。

#### 金融海嘯時期
由沙士2003年之後至金融海嘯2009年之前，浪翠園單位價格長期處於穩定狀態。即使2008年金融海嘯發生時亦只是微跌，抗跌能力算強。

### 金融海嘯之後
金融海嘯之後，物價急速升幅，樓價亦上升，浪翠園亦跟隨上升。2010年屋苑呎價與1997年相比仍有50%左右差幅。

## 外部連結
1. 1 2 3 4  https://hk.centadata.com/Result.aspx?search=%E6%B5%AA%E7%BF%A0
2. ↑  https://hk.centadata.com/Result.aspx?search=%E5%B8%9D%E8%8F%AF

- 浪翠園官方网页
- 帝華軒官方网页